# Lietuvos geležinkeliai

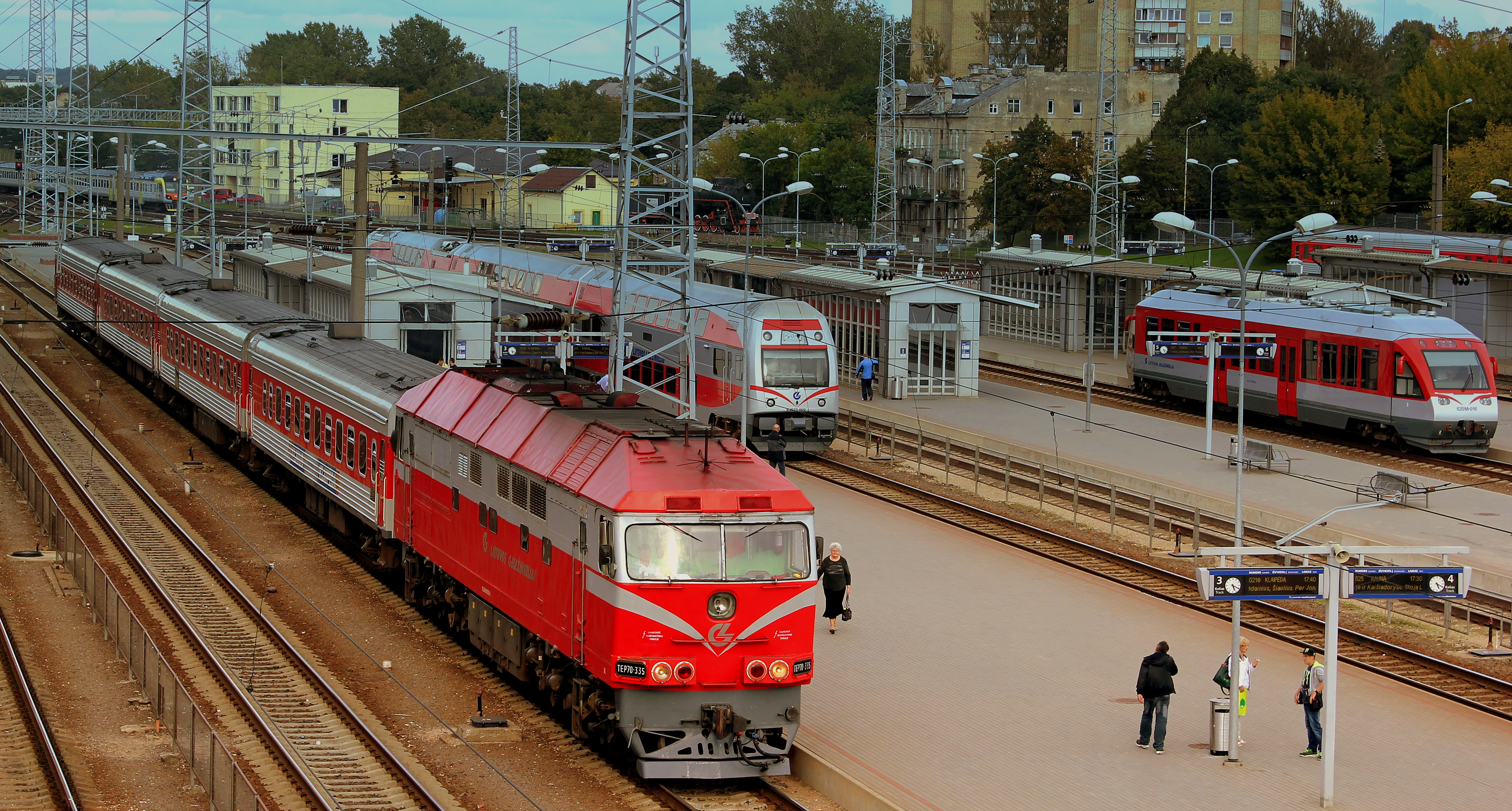

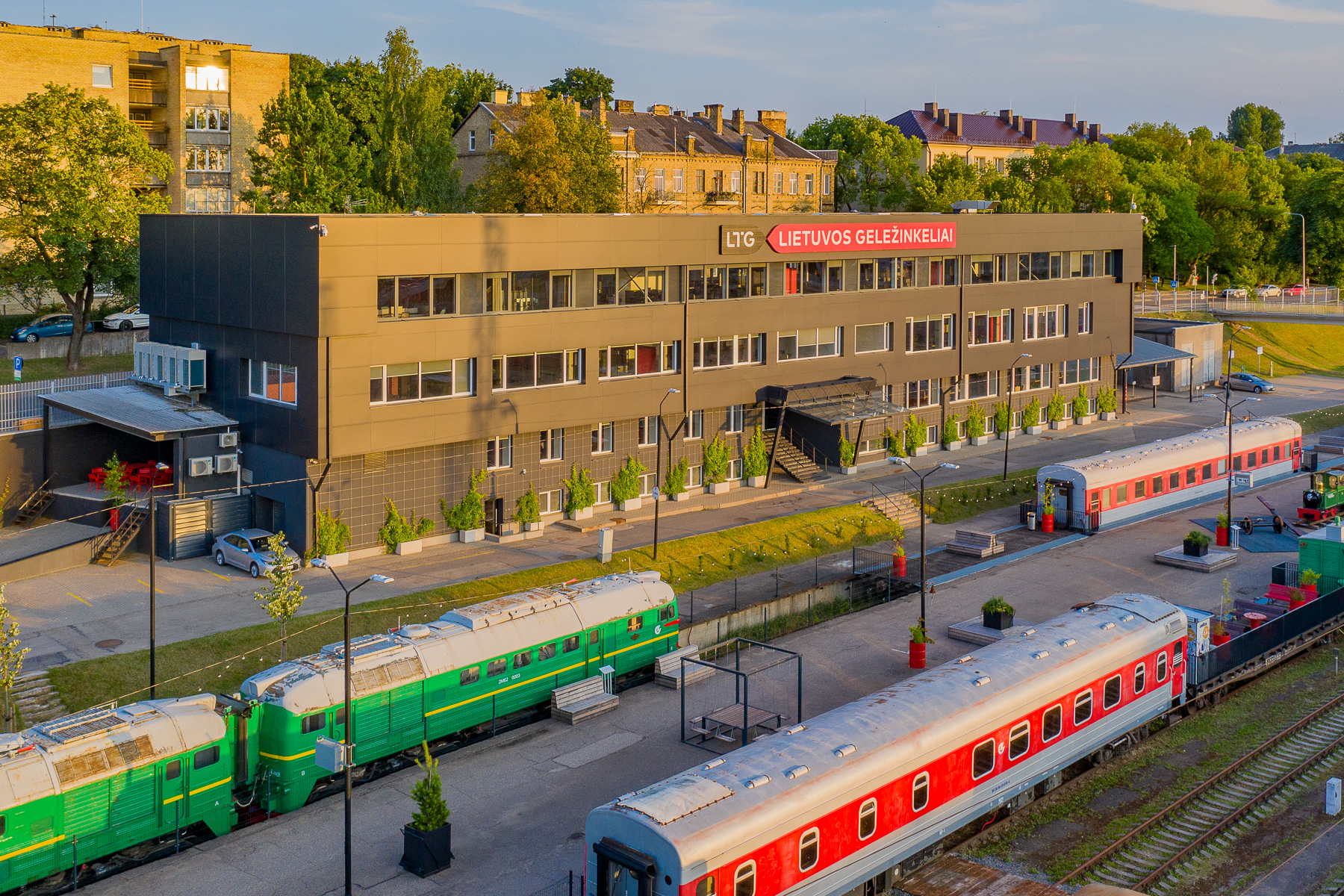
Budynek Zarządu Lietuvos geležinkeliai w Wilnie

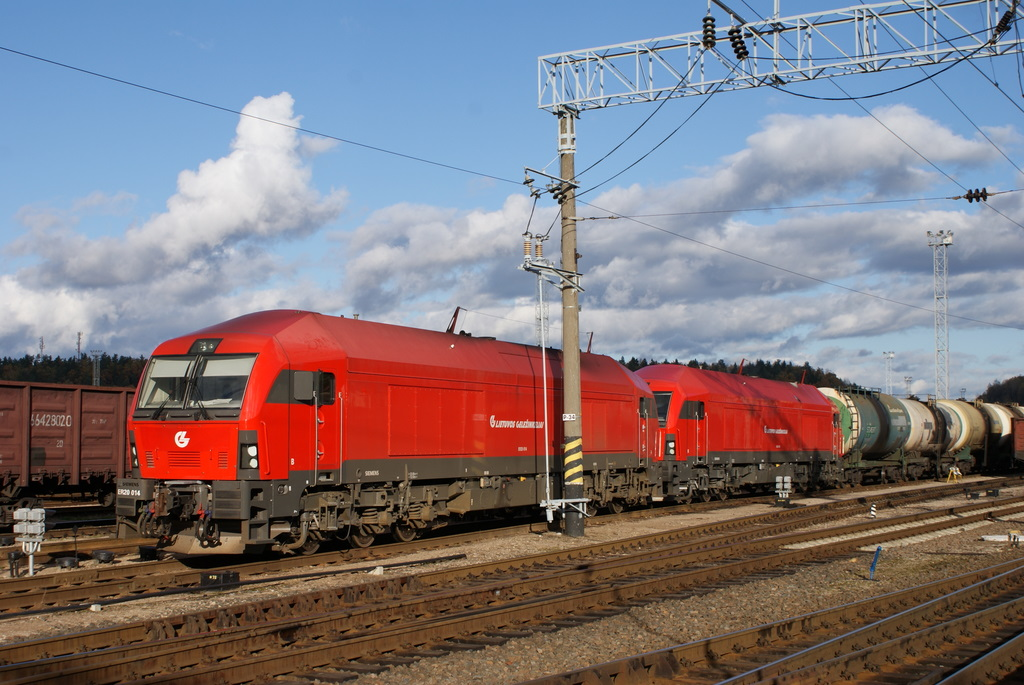
Lokomotywy Siemens ER20 CF w barwach Kolei Litewskich

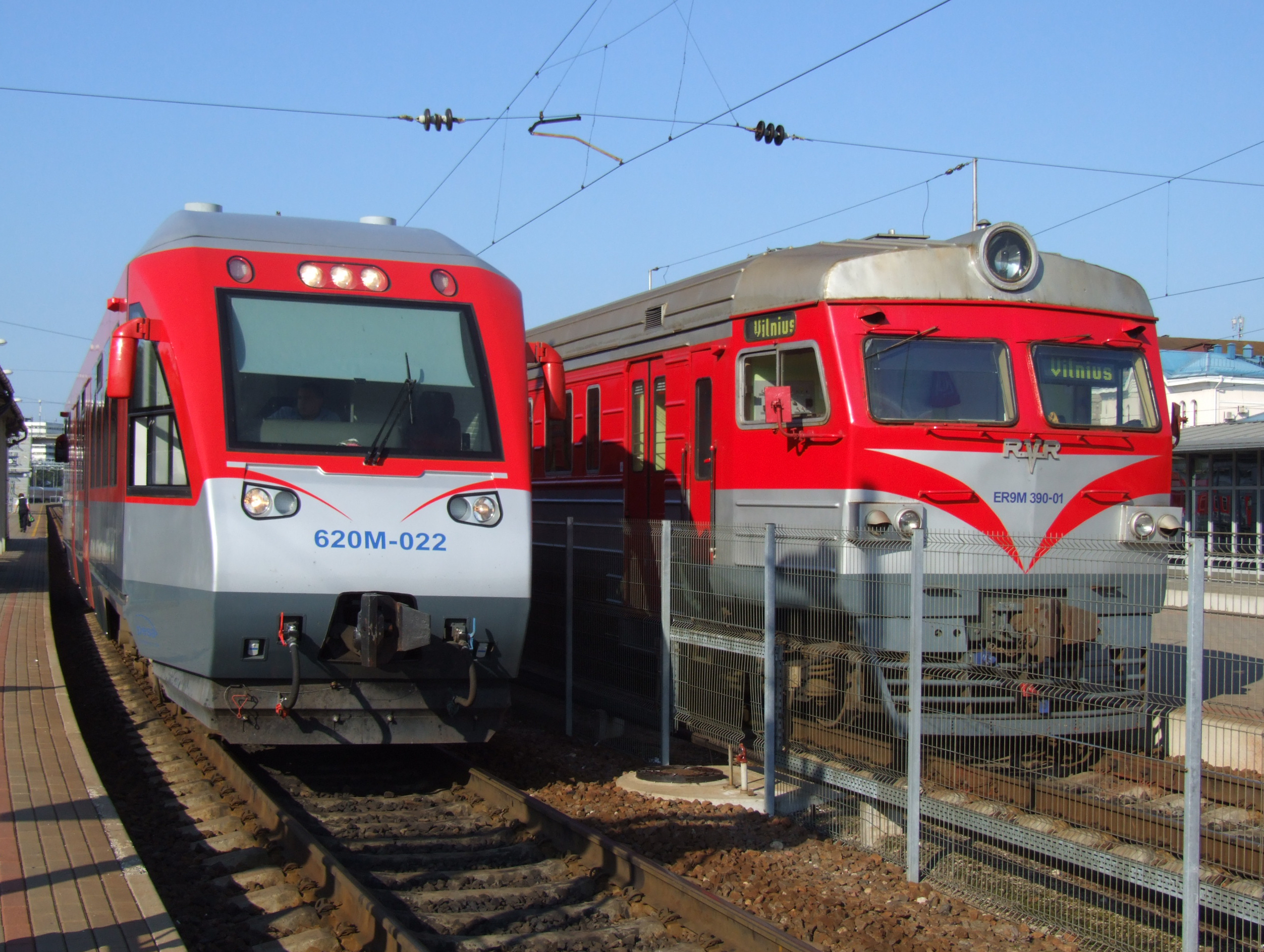
Pociągi (po lewej PESA 620M) w barwach Kolei Litewskich na stacji w Wilnie

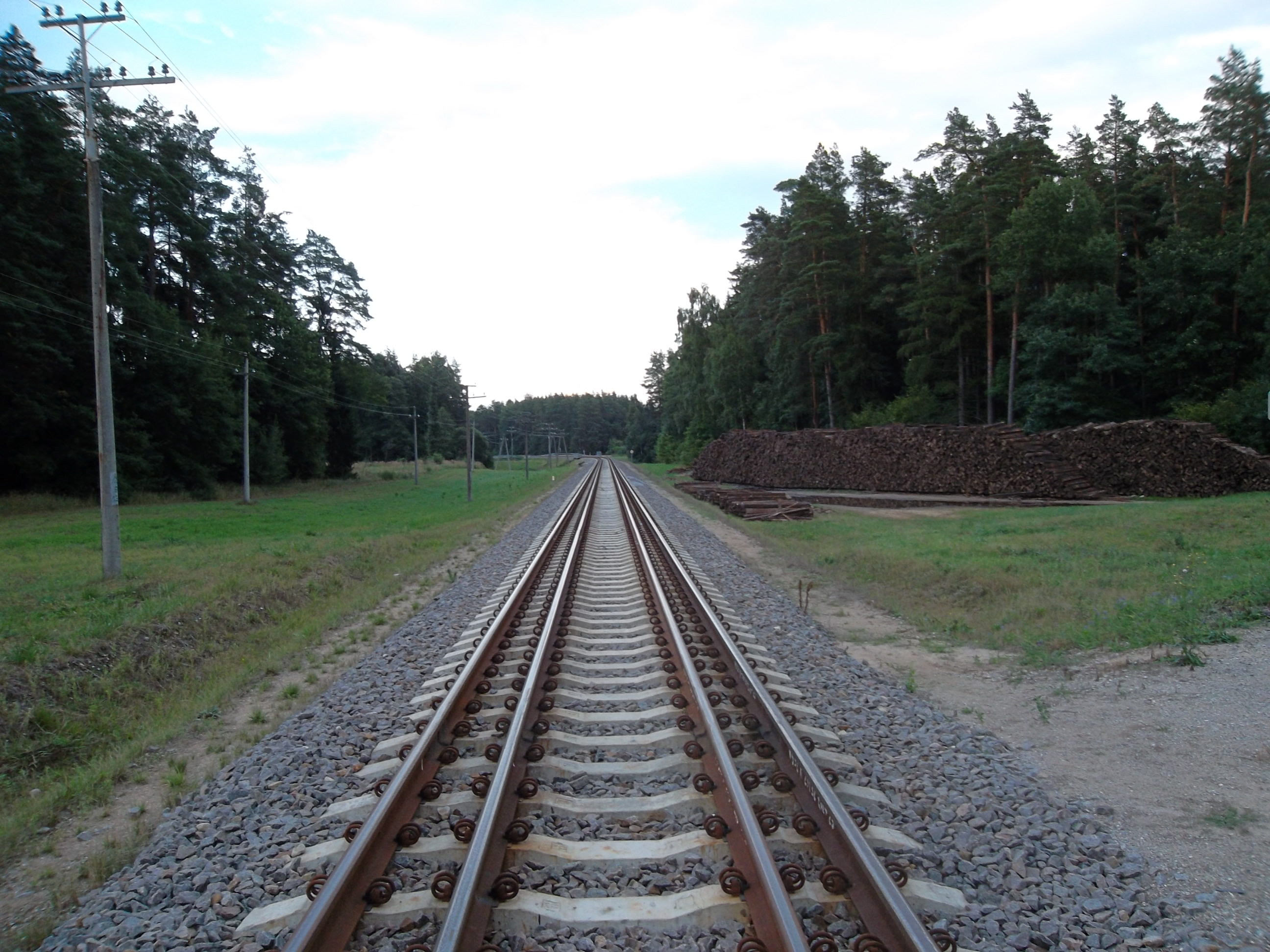
Splot torowy umożliwiający przejazd szerokotorowych jak i normalnotorowych pociągów

Lietuvos geležinkeliai (LG) ((pol.) Koleje Litewskie) – litewski narodowy przewoźnik kolejowy.
Przedsiębiorstwo zarządza siecią kolejową o rozstawie 1520 mm (1745,8 km), jak i 1435 mm (21,8 km); łącznie 1767,2 km, w tym 1377,2 km linii jednotorowych, 388,3 km linii dwutorowych i 2,1 km linii trójtorowych, 122 km to linie zelektryfikowane. Lietuvos Geležinkeliai dysponuje 68 czynnymi stacjami, na których wykonuje się operacje handlowe.

## Struktura organizacyjna
- Geležinkelių infrastruktūros direkcija (Dyrekcja Infrastruktury Kolejowej)
  - UAB Geležinkelio tiesimo centras (Centrum Budownictwa Kolejowego), Landwarów, pow. Troki
  - UAB Gelmagis, Šilėnai, Szawle – spółka napraw infrastruktury
  - UAB Gelsita, Poniewież – spółka napraw infrastruktury
- Keleivių vežimo direkcija (Dyrekcja Przewozów Pasażerskich)
- Krovinių vežimo direkcija (Dyrekcja Przewozów Towarowych)
  - UAB Vilniaus lokomotyvu remonto depas (Wileński Zakład Naprawy Lokomotyw), Wilno
- UAB Gelsauga, Wilno – spółka ochrony kolei

Koleje Litewskie utrzymują też w swojej strukturze Muzeum Kolejnictwa w Wilnie (Geležinkelių muziejus).

## Siedziba
Kompleks budynków powstał w latach 1860–1914 dla zarządu Kolei Poleskiej (Полесская железная дорога); arch. Tadeusz Rostworowski.

## Tabor[3]
Spółka posiada tabor składający się z:
- Lokomotyw: ŁTZ M62, BMZ/ŁTZ TEM2, Siemens Eurorunner, TEP70
- Spalinowych zespołów trakcyjnych: Pesa 730M, Pesa 620M, Pesa 630M
- Elektrycznych zespołów trakcyjnych: ER9, Škoda CityElefant
- Wagonów: 23 - wagonów osobowych, 7176 - wagonów towarowych